# Savignano sul Rubicone
Savignano sul Rubicone (Savgnèn in romagnolo) è un comune italiano di 18 108 abitanti della provincia di Forlì-Cesena in Emilia-Romagna.

## Geografia fisica

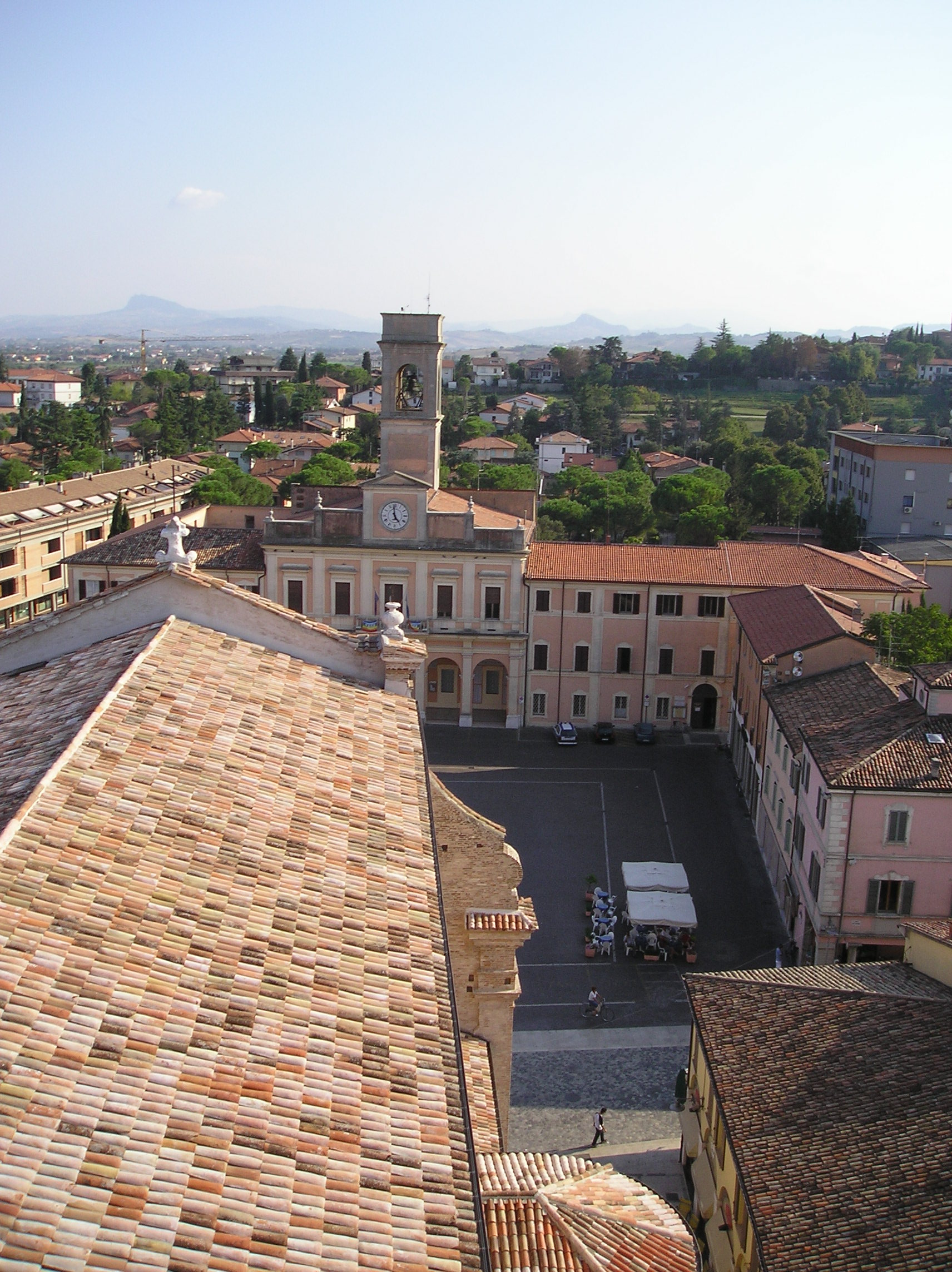
Savignano sul Rubicone, Piazza Borghesi e Palazzo Comunale

Il centro del paese dista circa 10 km dal mare e tocca le prime colline dell'entroterra romagnolo, a 32 m s.l.m.
Il territorio su cui si sviluppa il paese è prevalentemente pianeggiante ad eccezione dei quartieri di Castelvecchio e di Ribano (a 88 metri sul livello del mare, altitudine massima comunale) che si sviluppano sulle prime colline dell'entroterra romagnolo. L'unico sbocco sul mare è dato dalla frazione di Savignano a Mare, con una lingua di sabbia lunga 240 m, che fa così di Savignano sul Rubicone il comune costiero italiano meno bagnato dal mare.

## Storia
Il primo nucleo abitativo di Savignano era indicato come ad confluentes nella Tabula Peutingeriana e come Compitum nell'Itinerarium Burdigalense e sorse all'incrocio con la via Regina che da Sarsina portava a Ravenna e la via Emilia. Il monumento simbolo di Savignano, il ponte romano sul Rubicone, a tre arcate in pietra, fu costruito secondo l'ipotesi più probabile nel I sec. a.C. In seguito alle invasioni barbariche, il Compito fu distrutto; la popolazione si spostò sulle colline (fra cui il colle di Castelvecchio) dando vita a un nuovo insediamento.
Nel 1173 appare citato per la prima volta un Castrum Savignani appartenente agli arcivescovi di Ravenna, concesso poi alla signoria dei Malatesta di Rimini a partire dal 1261. Dal 1358 ebbe inizio l'opera di bonifica delle terre poste al di sotto del colle di Castelvecchio, ad opera del cardinale Albornoz, incaricato dal Papa di ristabilire la sua autorità nei territori della Chiesa in Italia, e sorse così il nuovo nucleo della struttura urbana di Savignano: il Castello Nuovo la cui costruzione iniziò il 13 dicembre 1359, festa di santa Lucia, posto a ridosso della via Emilia e del Ponte Romano.
Durante il Medioevo Savignano subì diversi attacchi da parte delle signorie locali e nel 1500 fu presa da Cesare Borgia, il quale apportò migliorie alla cinta muraria difensiva. Passò in seguito dalla Repubblica di Venezia allo Stato della Chiesa, per poi cadere in mano, in seguito ad un terribile assedio, al duca d'Urbino nel 1521. Dal 1558 al 1561 fu realizzata la cinta muraria in base a nozioni di tecnica militare dell'epoca. Già dal finire del Quattrocento era iniziata l'espansione anche oltre le mura del castello, con la costruzione dei borghi (borgo San Rocco, borgo Santa Lucia, borgo Madonna Rossa) che presero il nome da chiese o conventi situati lungo la via Emilia. Nel Settecento con la costruzione della Piazza Nuova (oggi piazza Borghesi), del Palazzo del Magistrato (Municipio) con la Torre (1766) e della Chiesa Collegiata di Santa Lucia (1749), Savignano si diede un nuovo centro urbano, che è lo stesso di oggi.
Nel Settecento-Ottocento Savignano si affermò come centro culturale (scuole, Accademia, teatro) meritandosi l'appellativo, condiviso con Forlì e Faenza, di "Atene della Romagna"; ma fu anche fiorente centro di botteghe artigianali (fabbri, falegnami, calzolai, canepini, ecc), di piccole attività industriali (fornaci di laterizi, filande, concerie di pelli) e di scambi commerciali (ricordiamo la pescheria costruita nel 1790).
Nella seconda metà dell'Ottocento la crescita di Savignano fu incrementata dal miglioramento della viabilità, con la costruzione della circonvallazione (1870) che evitava l'attraversamento della via Emilia nel cuore del paese, e con la stazione ferroviaria lungo la linea Bologna-Rimini.
Fino al 1933 la cittadina si chiamava Savignano di Romagna. Fu il capo del governo, Benito Mussolini, con un decreto del 4 agosto 1933, a porre fine ad una diatriba fra storici e letterati che si trascinava da secoli, arbitrariamente individuando nel torrente che attraversa Savignano, lo storico Rubicone.
La seconda guerra mondiale causò morte e distruzione a Savignano, circa il 75% degli edifici furono distrutti (fra cui il ponte romano sul Rubicone). Proprio lungo le rive del Rubicone, per una ventina di giorni si attestò il fronte, con pesanti bombardamenti d'artiglieria, in settembre-ottobre 1944.
Terminata la guerra, la prima giunta comunale fu guidata dal sindaco Dario Galeffi, antifascista che era dovuto emigrare in Francia per evitare le persecuzioni del regime ed era rientrato clandestinamente nel 1943; le prime e più pressanti esigenze erano quelle di ripristinare i servizi essenziali e ricostruire gli edifici pubblici, a partire dal Palazzo Comunale quasi interamente distrutto.
Le prime amministrazioni comunali furono guidate dai sindaci Dario Galeffi (1946-1947), Dario Pirini (1947-1951), Luigi Bernardini (1951-1956), Umberto Teodorani (1956-1964); proseguì l'azione di ricostruzione degli edifici e di sviluppo urbano con la costruzione di una nuova circonvallazione a sud che fu chiamata Viale della Libertà.
Negli anni sessanta il boom economico che investì l'Italia portò Savignano, continuando la sua tradizione artigianale, a proporsi come centro industriale con il proliferare di piccole e medie industrie soprattutto nel settore dell'abbigliamento ma anche nell'edilizia e nella meccanica. Principale industria della città fu l'ALEA, camiceria che giunse ad avere qualche centinaio di dipendenti.
A partire dagli anni ottanta, la crisi del settore manifatturiero avviò la trasformazione della economia della città prevalentemente verso il settore del commercio e dei servizi (ricordiamo in particolare il Romagna Shopping Valley, uno dei più grandi centri commerciali della regione) mentre continua a svilupparsi il settore del turismo soprattutto nella zona costiera di Savignano a Mare.

### Simboli
Stemma

Gonfalone comunale

L'immagine del ponte romano posto a controllo del passaggio del fiume Rubicone era in uso come emblema civico fin dal XVI secolo. Lo stemma è stato riconosciuto con DPCM del 27 dicembre 1950.
Gonfalone
Il gonfalone, concesso con DPR del 1º ottobre 1951, è un drappo partito di bianco e di azzurro.

Il Ponte Romano illuminato con il tricolore in occasione dell'edizione 2011 del SI FEST, per i 150 anni dell'Unità d'Italia (realizzazione Radio Icaro Rubicone)

## Monumenti e luoghi d'interesse

### Architetture religiose
- Chiesa di Santa Lucia. La chiesa posta sulla piazza centrale della città (piazza Borghesi) fu costruita fra il 1732 e il 1749, ma una precedente chiesa di Santa Lucia (protettrice della città insieme a San Rocco) esisteva fin dal XIV secolo. Raccolse molte delle prerogative che anticamente erano proprie della pieve di San Giovanni in Compito diventando la chiesa più importante della città. Conserva opere d'arte come: Martirio di Santa Lucia di Sebastiano Ceccarini (1746); Beata Vergine del Rosario di Ubaldo Gandolfi ([775); statua in alabastro di Santa Lucia di autore ignoto.[11]

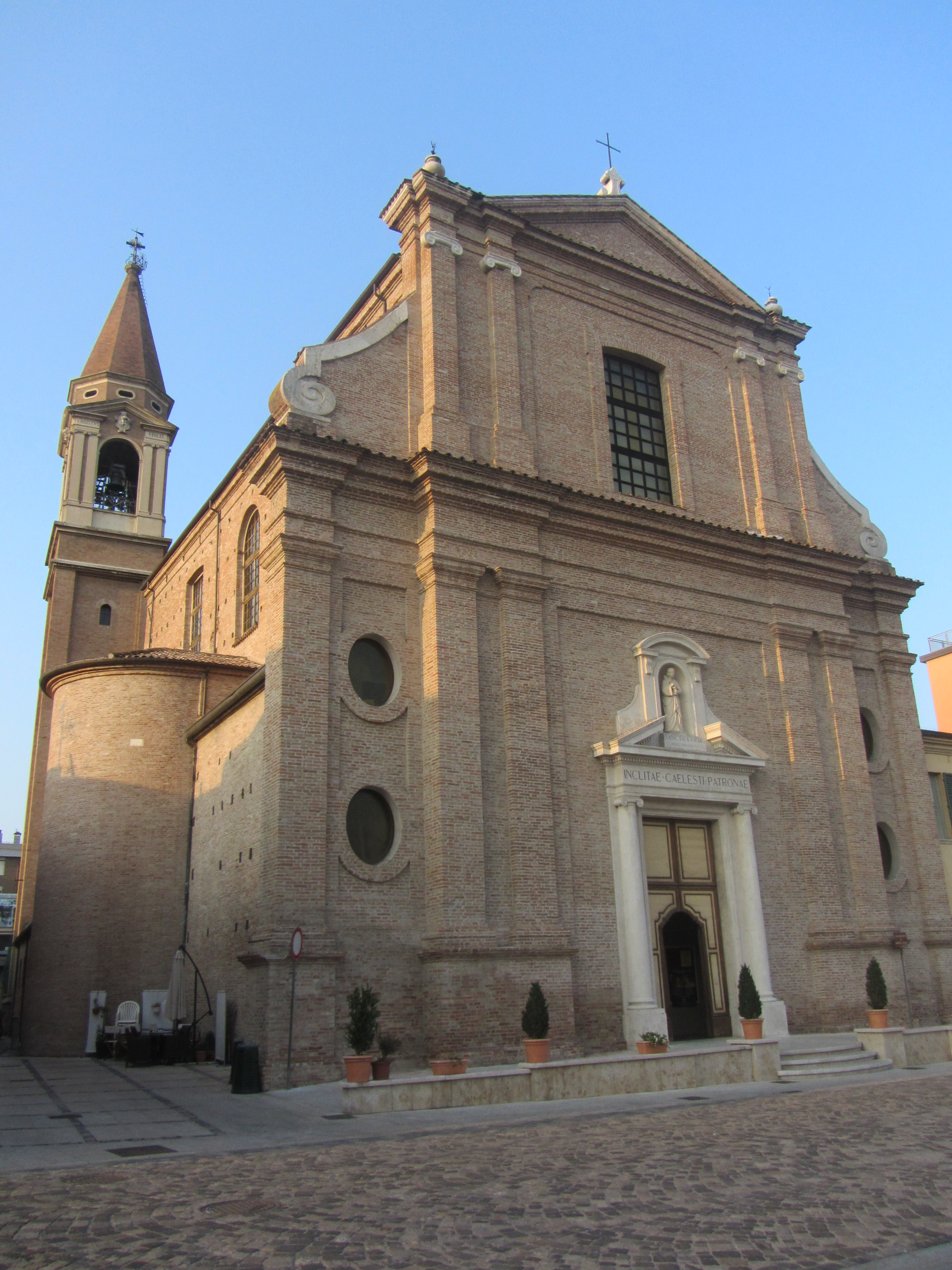
Chiesa di Santa Lucia

- Pieve di San Giovanni in Compito. L'aspetto si deve alla costruzione dell'XI secolo, quando la pieve sostituì una precedente chiesa che un papiro ravennate ricorda già consacrata al culto di San Giovanni nel VII secolo. La facciata si presenta con semplice struttura a capanna conclusa da tetto a doppio spiovente con una monofora e bifora sopra la porta. L'interno è organizzato in un'unica navata conclusa da abside rettilinea, anche se alcuni scavi hanno rivelato un'originaria abside circolare a cripta. L'interno presenta particolari di grande interesse: una serie di capitelli decorati a trapano con motivi a forma di foglia di vite e acanto (simbolo d'immortalità dell'anima e desunta dal repertorio decorativo della scultura classica), figure fitomorfe diverse sulle quattro facce dei capitelli, grappoli d'uva, simbologia cristiana di origine bizantina. Sulla sinistra, entrando si trova il piccolo battistero dove si conserva uno dei blocchi dell'antico ponte romano riutilizzato come fonte battesimale. Sempre di origine romana è la soglia d'ingresso in pietra rosa di Verona, probabilmente proveniente da un monumento funebre di origine romana. Anche la mensa d'altare, in cui sono ancora leggibili delle iscrizioni, è di età romana, di competenza di una sepoltura. Materiale di reimpiego è visibile anche in facciata, in particolare un frammento di capitello decorato con motivi vegetali. Infine, in facciata un interessante architrave con motivo a treccia fu elaborato molto probabilmente da maestranze colte, in un periodo che possiamo fare coincidere con la costruzione dell'antica pieve, ossia l'XI secolo.

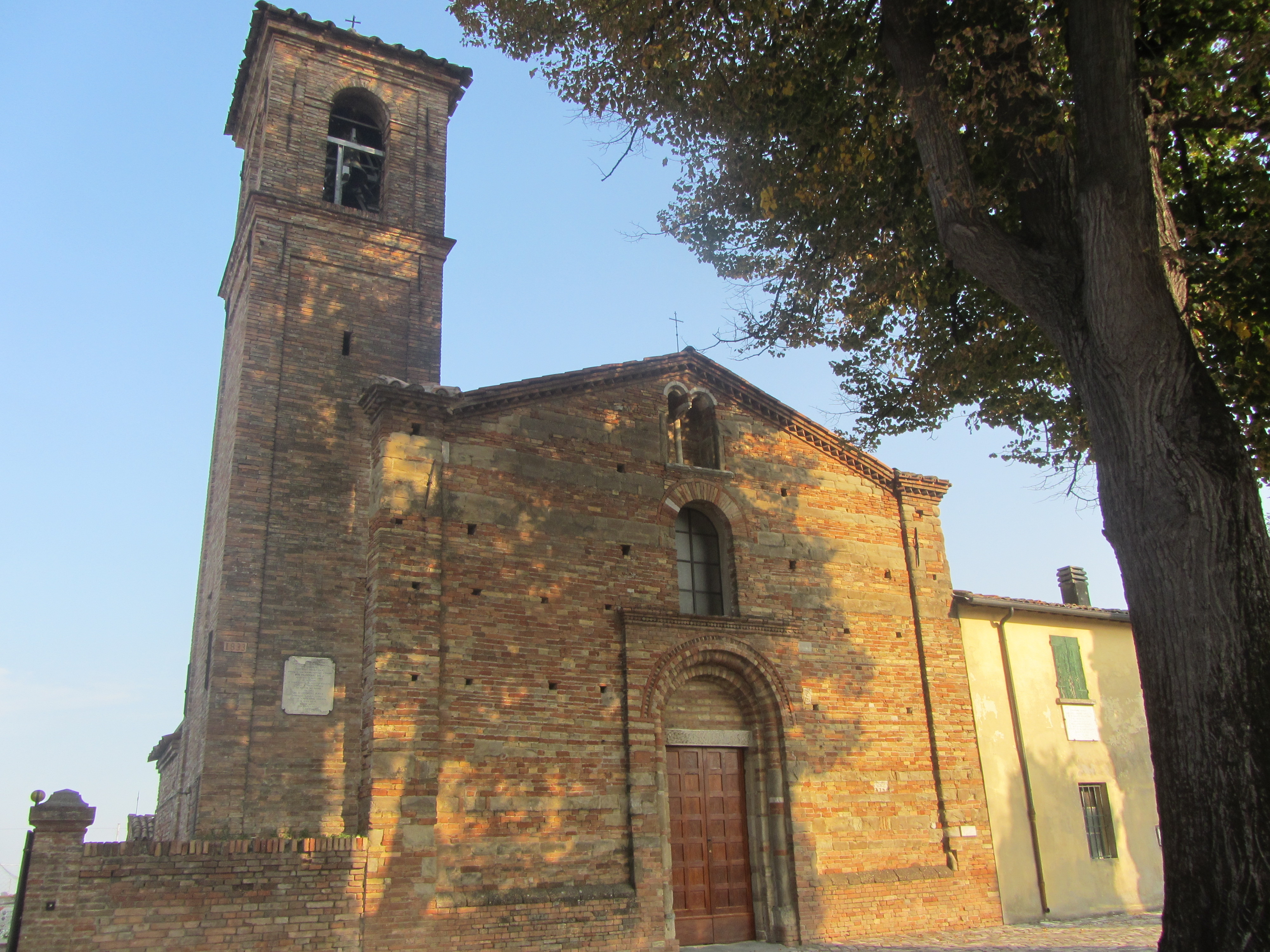
Pieve di San Giovanni in Compito

- Chiesa di San Salvatore (detta del Suffragio). La chiesa del Suffragio o di San Salvatore fu costruita dalla Compagnia del SS. Sacramento nel 1644 e subito chiamata del Suffragio per la presenza dal 1655 anche della Compagnia del Suffragio. Ottenuto lo "ius seppelliendi", il diritto di seppellirvi i morti, i suoi vasti sotterranei divennero luogo di sepoltura per molti membri delle Compagnie. Negli ultimi lavori di restauro hanno suscitato grande interesse gli scavi sepolcrali e le tombe ritrovate. Nella chiesa sono conservate opere d'arte come S. Giuseppe morente di Cesare Pronti (1656), La circoncisione di Gesù, opera di Giuseppe Bartolini pittore di Imola e datato 1698; La Madonna e S. Nicola che intercedono per le anime del Purgatorio, di attribuzione incerta. Nella chiesa è collocato dal 1766 un pregevole organo Nacchini-Dacci; è stato ristrutturato il tetto della suddetta chiesa.[11]

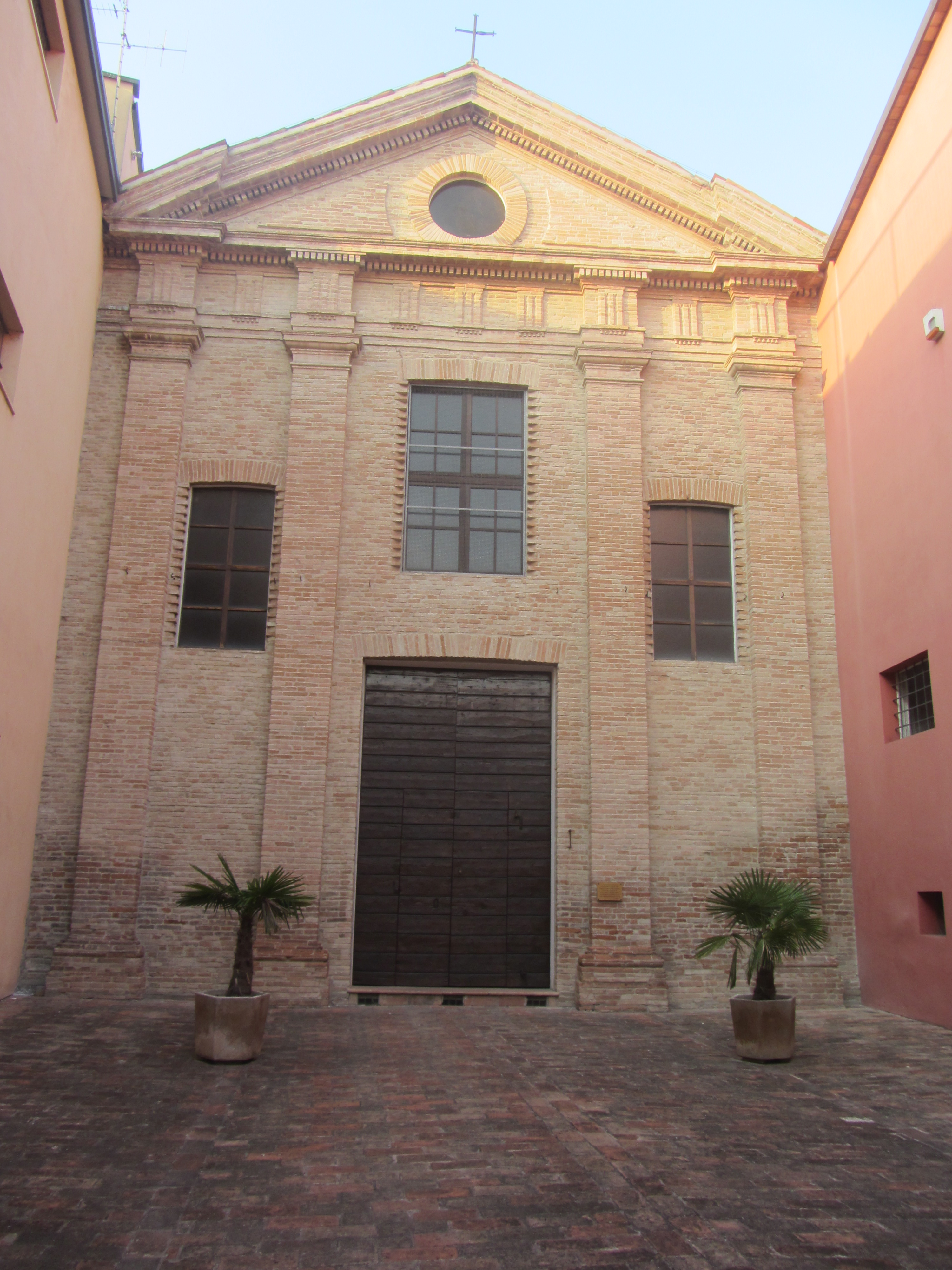
Chiesa di San Salvatore (detta del Suffragio)

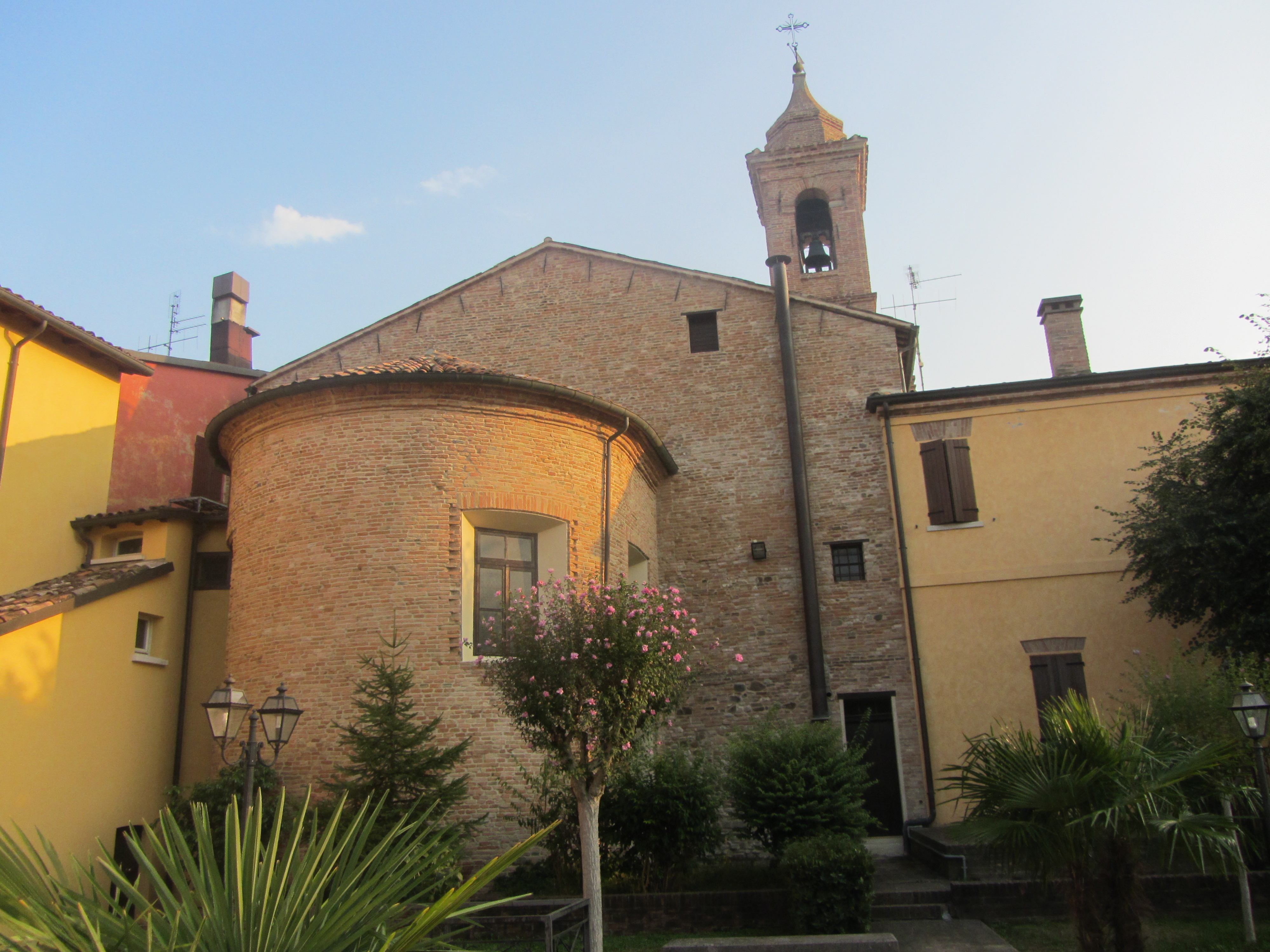
Chiesa di San Salvatore (detta del Suffragio), retro

- Chiesa di San Rocco. Per scongiurare la peste, i cittadini e le autorità di Savignano si accordarono nel 1539 per erigere una cappella votiva in onore di San Rocco di cui si ricordava il passaggio in Savignano. In un altare laterale fu posto un crocifisso in legno, di epoca incerta, ma molto antico, la cui collocazione nella chiesa risulta accertata fin dalla metà del Settecento. Per la grande devozione popolare verso questo crocifisso oggi la chiesa è chiamata anche di Santa Croce, e fin dalla metà dell'Ottocento si cominciò ogni anno a portare in processione la venerata immagine per le vie della città. Tra le altre opere presenti nella chiesa, si segnala il San Francesco d'Assisi mentre riceve le stimmate del pittore forlivese Antonio Fanzaresi.
- Chiesa della Santissima Trinità (detta della Madonna Rossa). Fu fatta costruire nel 1562 sul luogo dove prima sorgeva una celletta con l'immagine della Madonna Addolorata (l'affresco originario è conservato nell'attuale sagrestia). È nota come “Chiesa della Madonna Rossa” perché fin dall'origine fu rivestita con intonaco di colore rossastro. La chiesa fu affidata ai frati gerolomini che pian piano vi costruirono un convento. Quando alla fine del Settecento finalmente il convento aveva raggiunto il suo pieno sviluppo, l'ordine fu soppresso da Napoleone e i beni confiscati. Acquistato dal Comune, questo vi trasferì la sede dell'ospedale, conservando però intatta la chiesetta della Madonna Rossa. Sono conservate opere d'arte come Madonna col Bambino e il beato Simone di Marco Benfiale (1743). A causa della forte umidità è stata ristrutturata (2009/2010) sia all'esterno sia all'interno.[11]

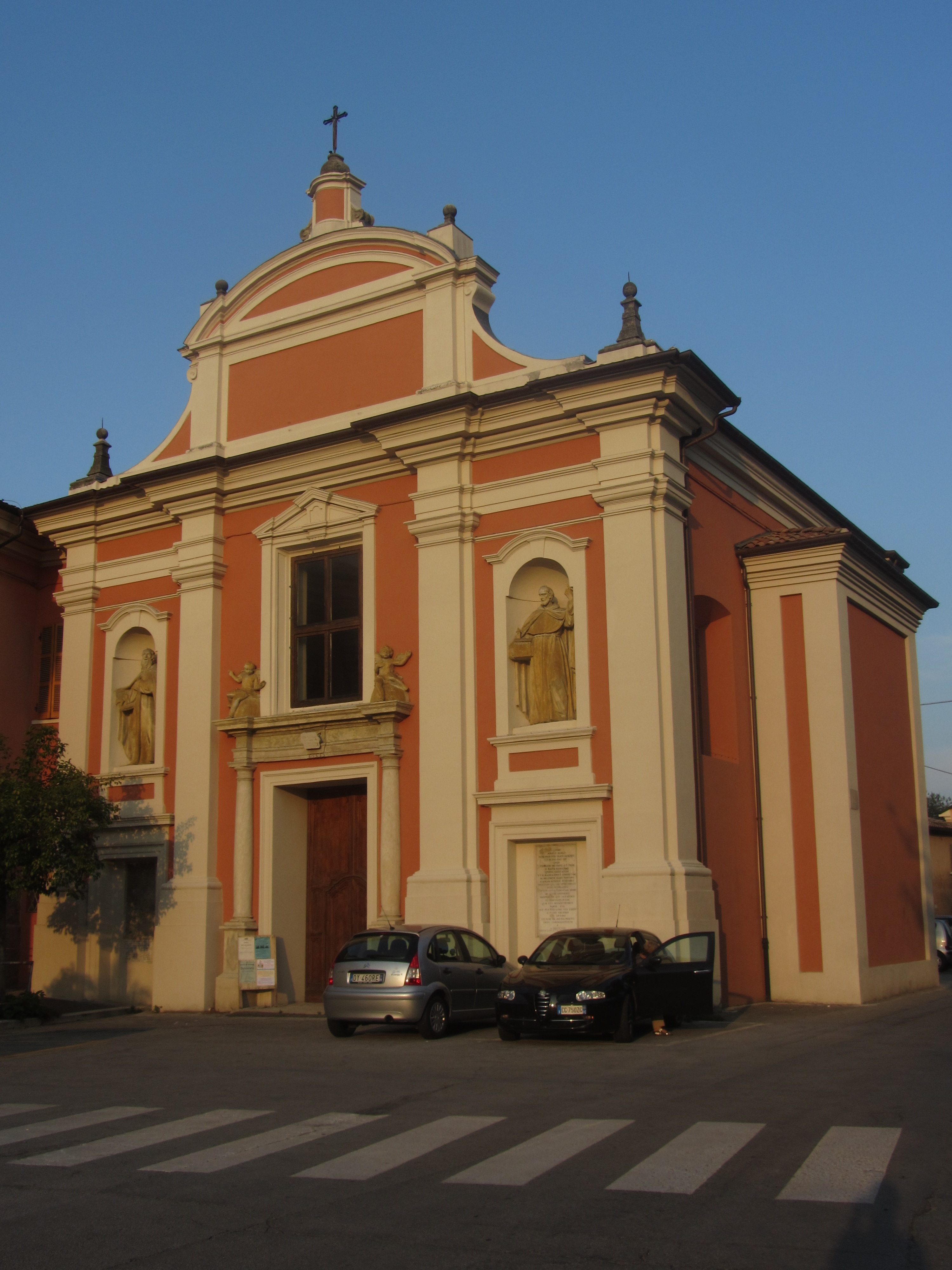
Chiesa della Santissima Trinità (detta della Madonna Rossa)

- Chiesa di San Benedetto. La chiesa è sorta accanto al monastero dei camaldolesi, situato lungo corso Vendemini. La presenza dei camaldolesi ebbe inizio con un eremo nella zona di Fiumicino, risalente al 1206. La loro permanenza però non durò a lungo: il monastero infatti fu soppresso nel 1461 da Pio II, in seguito a un interdetto non rispettato dall'abate. Per un certo periodo fu sede della Arciconfraternita del SS Sacramento. Nel 1643 fu demolita per essere poi ricostruita nel 1669, come attesta l'iscrizione incisa sull'altare in marmo rosso di Verona. Quella costruzione, fra varie vicende e passaggi di proprietà, è la stessa che è giunta fino a noi.
- Chiesa di Santa Maria Delle Grazie. La storia di questo edificio sacro deve essere messa in relazione con la storia dell'eremita Salimbene che tra la fine del XII e l'inizio del XIII secolo, avrebbe scelto, come luogo di eremitaggio, proprio la zona di Fiumicino. La prima citazione relativa all'eremo risale al 1206, nel Trecento esso dipendeva certamente dal monastero di San Benedetto gestito dai frati camaldolesi e aveva una piccola chiesa annessa. Nel 1461 i frati vennero allontanati ed entrambi i luoghi sacri furono occupati dagli Eremitani di Sant'Agostino di Cesena che promossero la costruzione della chiesa dedicata ala culto della Vergine Maria, forse nel 1513. La data viene desunta da quella incisa su una delle campane del campanile del sacro edificio, che riporta la dicitura "Ave Maria liberatrix" che potrebbe far supporre l'effettiva ricostruzione dell'edificio sacro con conseguente cambiamento di dedicazione. Una serie di lavori di restauro furono certamente promossi negli anni 1580 e 1645.
- Chiesa della Natività di Maria Santissima. Fu edificata sul poggio in cui venne costruito il castello vecchio di Savignano, per comodità della popolazione che vi abitava. La più antica testimonianza della chiesa risale al 1232. Dipendente all'inizio dalla chiesa di San Giovanni, fu elevata a parrocchia e dedicatata alla Natività di Maria nel 1550. Nel Cinquecento la chiesa era dotata di sei altari in uno dei quali era conservata un'antica immagine della Madonna. La chiesa fu rinnovata nel Settecento. Pesantemente lesionata durante l'ultimo conflitto bellico è stata successivamente restaurata.
- Chiesa del Cuore Immacolato di Maria. Sorge nella zona occidentale di Savignano, conosciuta come zona "Cesare". Il forte sviluppo urbanistico dell'area a partire dagli anni sessanta fu alla base di decisione di erigere una nuova chiesa, su suggerimento dell'allora parroco di S.Lucia mons. Riccardo Cesari. Il progetto per la costruzione dell'edificio sacro fu affidato al celebre architetto Ilario Fioravanti. I lavori, cominciati nel 1979 terminarono due anni più tardi. La chiesa di forma esagonale si presenta, all'interno, molto accogliente adatta ad esprimere l'idea di unità della comunità cristiana dei fedeli.
- Chiesa della Madonna della Pietà. Antica chiesa ristrutturata all'interno con immagine della Madonna della pietà di Michelangelo.

### Architetture civili

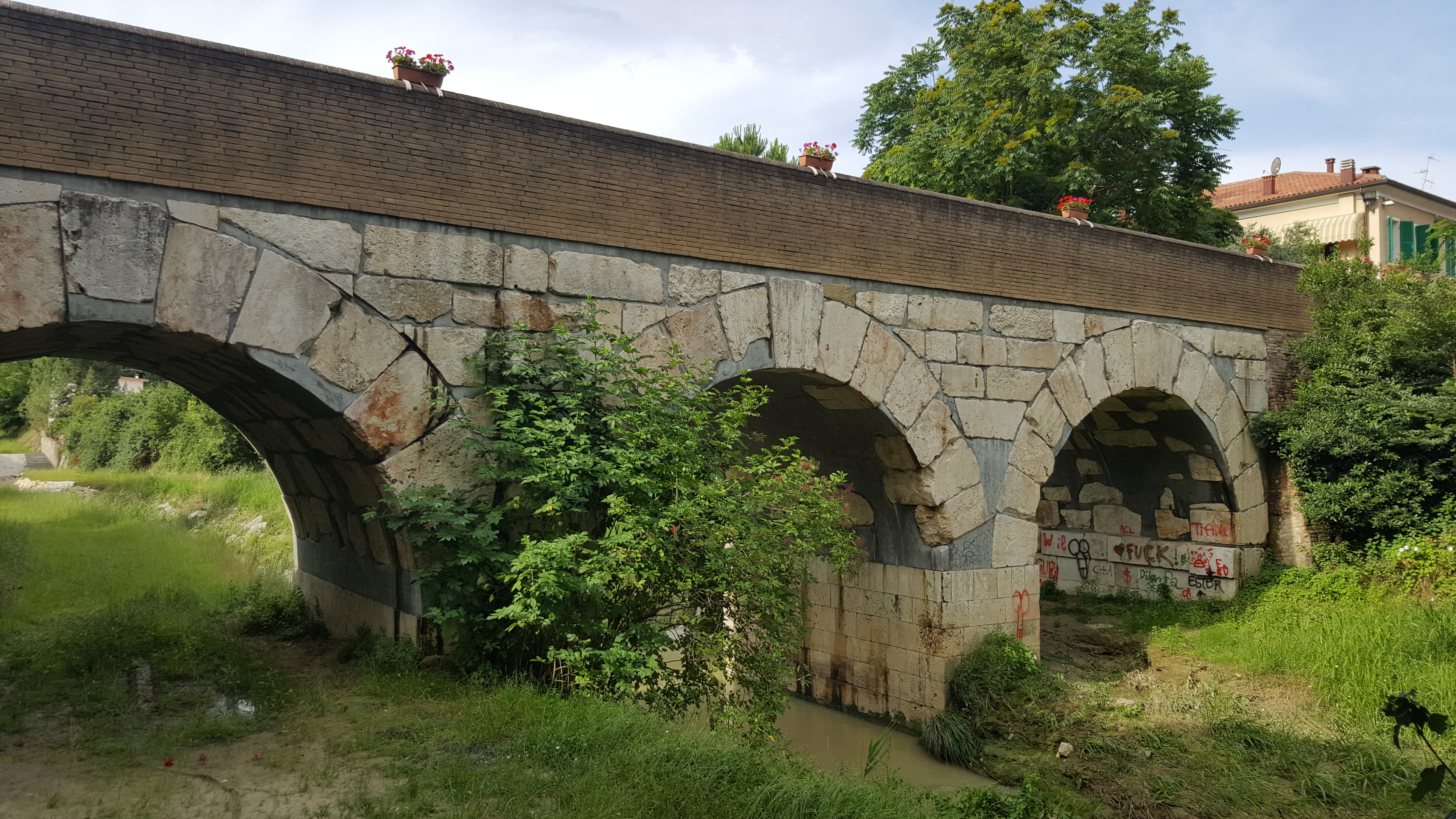
Ponte romano sul Rubicone

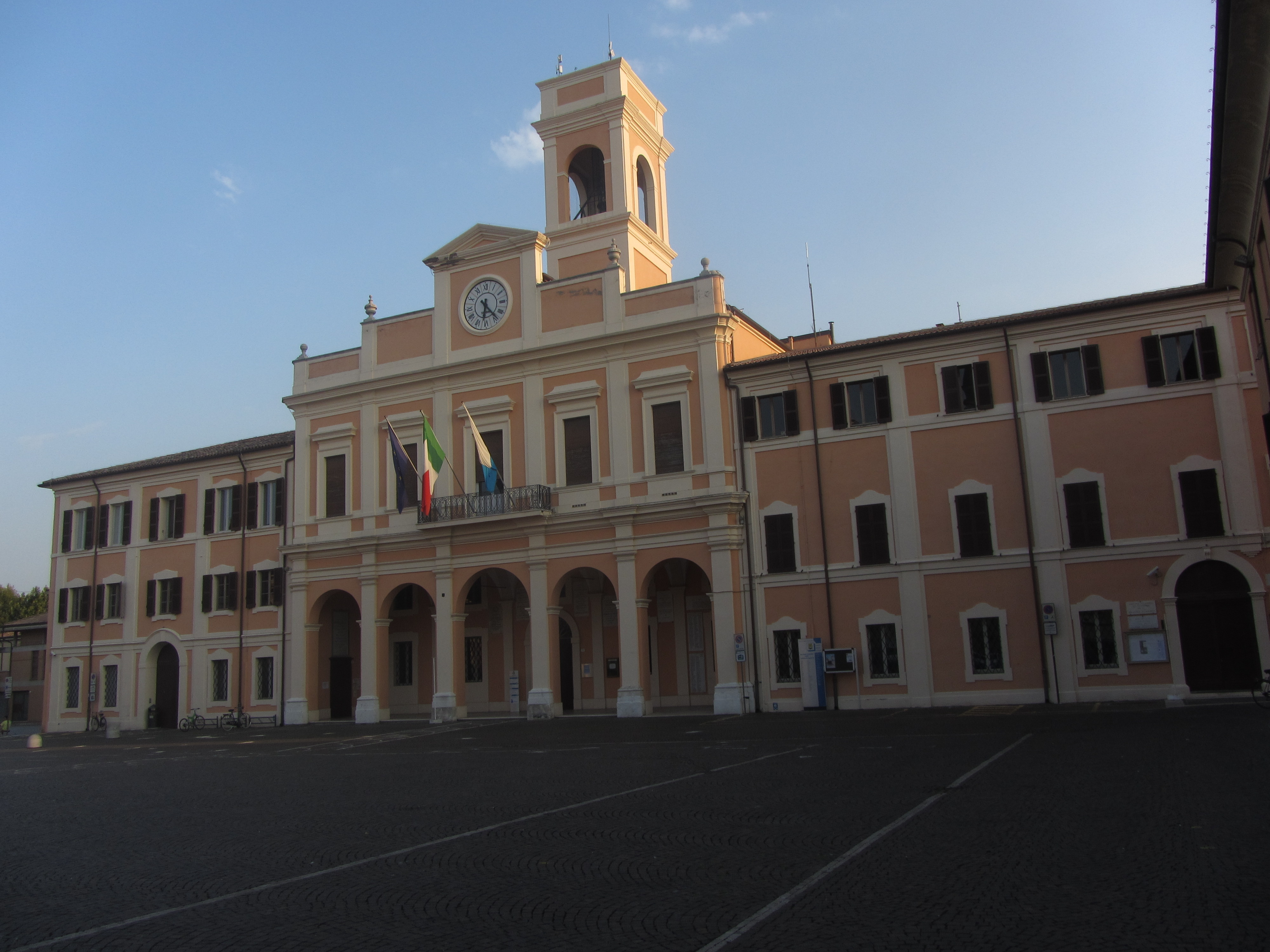
Palazzo Comunale

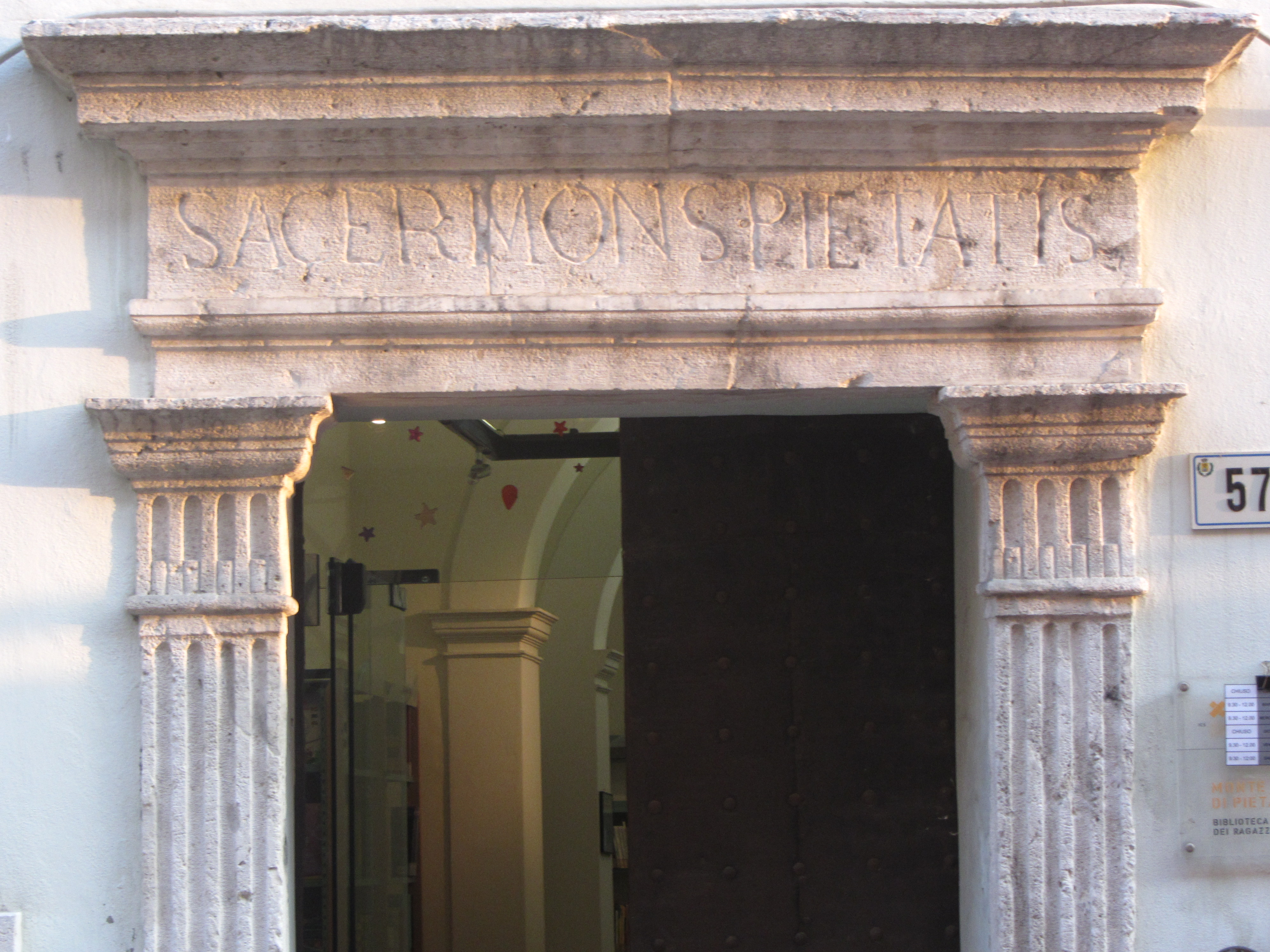
Monte di Pietà

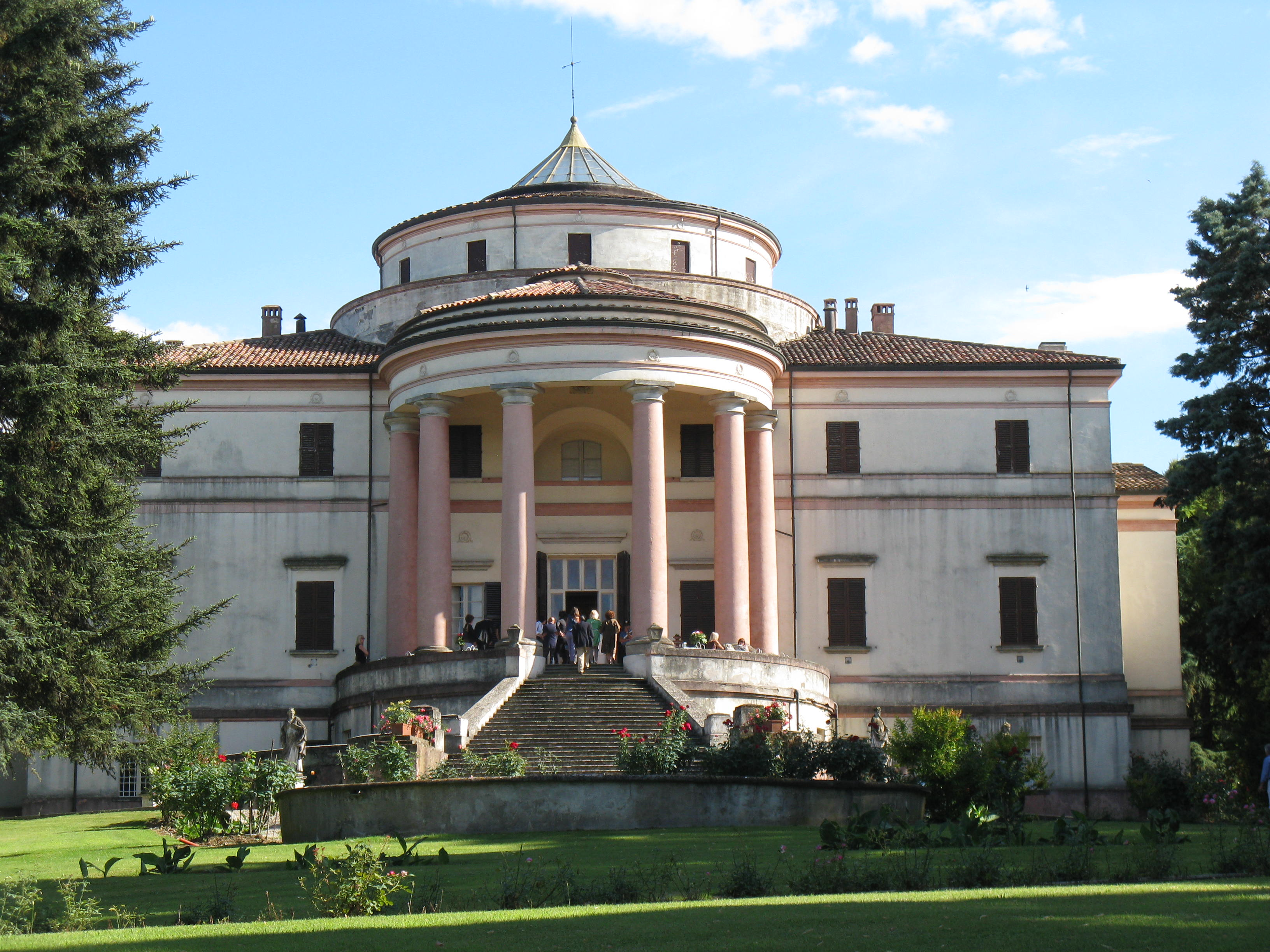
Villa “La Rotonda” dei marchesi Guidi Di Bagno

- Ponte romano sul Rubicone. Il ponte è il più noto monumento della città di cui è il simbolo stesso. La data esatta di costruzione non è nota: fu definito "consolare" da alcuni storici, mentre secondo altri andrebbe collocato all'epoca di Ottaviano Augusto. È costituito essenzialmente da tre grandi arcate di pietra, poggianti su due piloni centrali. Il tutto è formato da grandi blocchi di pietra d'Istria, un calcare compatto e resistente che non esiste nella zona, e che quindi presumibilmente fu importato per via di mare.
- Castello di Ribano. Situato sul colle di Ribano a sud di Savignano, non è in realtà un castello ma una curtis, o casa padronale, fortificata di età medievale (è citata in un documento del XII secolo). Già proprietà della chiesa ravennate, passò ai monaci camaldolesi che nel Cinquecento l'ampliarono e lo ristrutturarono, usandolo come dipendenza del loro convento di Ravenna. La presenza dei camaldolesi a Ribano terminò nel 1797 con l'invasione napoleonica; i beni ecclesiastici vennero espropriati e venduti a privati. Il castello con la rivoluzione francese passò di mano in mano fino al conte Gioachino Rasponi, nipote del re di Napoli, e, attraverso diversi matrimoni, all'attuale proprietario dottor Giovanni Colonna principe di Paliano, nipote del conte Gianbattista Spalletti. L'edificio è divenuto sede di un'azienda enologica.
- Palazzo Comunale. Costruito tra il 1762 e il 1774 sulla “Piazza Nuova” (poi Piazza Borghesi) aveva insieme a questa lo scopo di dotare Savignano di un nuovo centro politico e civile risultando ormai troppo angusto lo spazio all'interno dello storico castello posto nei pressi del fiume Rubicone. Al Palazzo Comunale sulla stessa piazza si affiancarono altri edifici pubblici: il Palazzo Pretoriale, il Magazzino dell'Abbondanza e fu inoltre innalzata la torre civica quadrangolare con campanone. Elementi caratteristici del Palazzo comunale sono: il porticato antistante con lapidi storiche, la cimasa con il grande quadrante dell'orologio e la torre civica.
- Palazzo Vendemini. Edificio settecentesco al centro dell'antico castello, appartenuto alla casata Vallicelli e, di seguito, all'illustre famiglia Vendemini. Attualmente, è sede della biblioteca comunale.
- Pescheria Vecchia. Costruita nel 1790, è sede di attività culturali.
- Monte di Pietà. Fu istituito nel 1551, quando Stefano Rissini lasciò in eredità sei tornature di terreno per la creazione di un monte di pietà. Nel 1566 i Rangoni, feudatari del luogo durante il periodo di dominazione della Santa Sede, autorizzarono l'apertura del banco, che però iniziò ad operare solo nel 1581. Nel 1617 venne trasferito nella sede definitiva. L'edificio, dopo anni di abbandono, è stato restaurato. Interessante è il portale che riporta ancora la scritta Sacer Mons Pietatis (nell'architrave). l'edificio fa parte del complesso della biblioteca comunale.
- Villa La Rotonda dei marchesi Guidi Di Bagno. Costruita nel 1821 su disegno di Leandro Marconi che si è ispirato al modello delle ville palladiane, sorge sul colle di Castelvecchio all'interno di un grande parco. Fu al centro di eventi bellici della seconda guerra mondiale (battaglia di Castelvecchio) e riportò notevoli danni dai bombardamenti, ma fu poi completamente restaurata.
- Villa Perticari. Di fianco alla Chiesa della Madonna Rossa vi sono i resti della villa dove nacque e visse Giulio Perticari, letterato e studioso a cui si deve fra l'altro la creazione dell'Accademia dei Filopatridi. La villa ospitò vari personaggi illustri, fra i quali ricordiamo il poeta George Byron, Gioacchino Murat, re di Napoli, e papa Pio VII. Lasciata per anni in un indecoroso abbandono, si presenta completamente restaurata.
- Villa Rasponi. Conosciuta anche come "Villa Spalletti", fu probabilmente costruita attorno al 1759, quando la nobile famiglia ravennate Del Sale ricevette in eredità vasti terreni nella zona. Da questa passò in seguito alla famiglia Rasponi, che provvide ad ampliarla fra il 1820 ed il 1825 con l'aggiunta di due brevi ali più arretrate rispetto all'edificio originario. Durante la seconda guerra mondiale la villa subì pesanti bombardamenti, ma fu fedelmente restaurata dopo il conflitto. Il palazzo, immerso in un parco all'inglese di circa sei ettari, è un edificio di due piani terminante con un timpano triangolare, motivo che si ripete sopra tutte le finestre del primo piano. Gli interni, riccamente decorati (in particolare il salone centrale, ora adibito a biblioteca), conservano ancora numerosi oggetti appartenuti ai Del Sale, ai Rasponi ed ai Murat (un esponente della famiglia Rasponi, Giulio, sposò Luisa Murat, figlia di Gioacchino, re di Napoli); è di proprietà del Principe Colonna di Paliano.
- Villa Bilancioni. Si trova in corso Perticari e confina con l'istituto educativo Merlara, l'ospedale Santa Colomba e la via Emilia. Gravemente danneggiata del terribile bombardamento cui fu sottoposto il paese nell'ottobre 1944, ha portato per decenni i segni della guerra ed è stata restaurata. La villa comprende anche un parco di 5.000 metri quadrati.
- Villa di Secondo Casadei. Situata in via della Pace 22, è stata la residenza del maestro Secondo Casadei, autore di Romagna mia dal 1956, fino al 1971, anno della sua scomparsa. Su appuntamento, è possibile visitare lo studio in cui ha composto molti dei suoi 1048 brani. Dal 28 febbraio 2023 è inserita nel novero delle «Case e studi delle persone illustri dell'Emilia-Romagna»[12].
- Monumento ai caduti. Il monumento, situato in piazza Borghesi, è sovrastato dalla statua in bronzo della Vittoria alata. L'opera, realizzata nel 1924 dallo scultore faentino Ercole Drei, poggia su una colonna scanalata in travertino.
- Monumento funerario “Petrone”. Circa a metà strada tra il ponte romano e San Giovanni in Compito, lungo il margine meridionale della via Emilia, sono visibili i resti di un monumento funerario a base quadrata, denominato popolarmente il “Petrone”.
- Fornaci protostoriche. A San Giovanni in Compito, a monte della via Emilia, è situato un complesso di 12 fornaci protostoriche (VII sec. a. C.). Indica un'importante frequentazione del luogo già prima dell'arrivo dei romani.

## Società

### Evoluzione demografica
Abitanti censiti

### Etnie e minoranze straniere
Al 31 dicembre 2023 la popolazione straniera era pari a 2 623 persone,  ovvero il 14,87% della popolazione.:

## Cultura

### Festività
- Santa Lucia, patrono di Savignano sul Rubicone. Si tiene il 13 dicembre.

### Media
- Radio Icaro Rubicone;
- Icaro TV;
- Radio Gamma;
- La Gazzetta del Rubicone;
- Il Giornale del Rubicone;

#### Emittenti e testate giornalistiche del passato
- Telerubicone;
- Radio Tau Rubicone (ora Radio Icaro Rubicone);
- Erreuno TV;
- Dissonanze giornale (ora Discorsivo)

### Teatro
Nella città sorge il Cinema Teatro Moderno sede di numerosi eventi cittadini. Ogni anno viene presentata una ricca stagione teatrale e cinematografica.
La struttura, gli spettacoli teatrali e la programmazione cinematografica sono coordinati dalla "Associazione Cinema Teatro Moderno".

### Musei
- Museo archeologico del Compito "Don Giorgio Franchini";

Allestito nei locali della ex scuola elementare adiacenti alla pieve, il Museo Archeologico del Compito raccoglie i numerosi reperti ritrovati in zona, che attestano l'importanza di questo insediamento in epoca romana.

### Accademie
- Rubiconia accademia dei Filopatridi[15];

Fondata il 3 aprile 1801 da un gruppo di letterati, fra i quali vanno ricordati Giulio Perticari, Bartolomeo Borghesi, Girolamo Amati e Luigi Nardi, che ne furono i principali sostenitori, la Rubiconia Simpemenia dei Filopatridi andò a sostituire un'altra istituzione culturale di Savignano, quella che era l'ormai dismessa Accademia degli Incolti, con origini documentate già nel 1651. L'accademia dei Filopatridi, che si prefiggeva di promuovere lo studio della poesia e delle lettere classiche, dell'archeologia e della numismatica, delle scienze naturali e filosofiche, divenne una delle più importanti d'Italia, tanto che vennero aperte vere e proprie filiali nelle principali città italiane. A testimonianza di questa sua fama basti ricordare alcuni letterati, scienziati ed artisti che ne fecero parte: Arrigo Boito, George Byron, Antonio Canova, Giosuè Carducci, François René de Chateaubriand, Theodor Mommsen, Vincenzo Monti, Giovanni Pascoli, Gino Vendemini e Quintino Sella. Sin dagli inizi del XIX secolo, l'accademia amministrò la già vasta biblioteca comunale, ampliandola con nuovi volumi. La biblioteca, che conta oltre sessantamila volumi, venti incunaboli, sessantanove cinquecentine e quarantanove edizioni bodoniane, è ospitata nei locali del settecentesco palazzo comunale (palazzo Gregorini). L'accademia è attualmente presieduta da Arturo Menghi Sartorio.

### Scuole
Nel comune sono presenti 5 Scuole per l'infanzia, 4 scuole primarie, una scuola secondaria di I grado e l'
Istituto di istruzione superiore "Marie Curie" (Istituto Professionale Industria e Artigianato Calzaturiero Abbigliamento, Istituto Tecnico Tecnologico con Articolazione Meccanica, Meccatronica ed Energia, Liceo Scientifico con attivazione opzione Scienze Applicate)

### Biblioteche
- Biblioteca Comunale, Corso Vendemini, 67
- Biblioteca dei Ragazzi presso il Monte di Pietà, Corso Vendemini
- Biblioteca della Rubiconia Accademia dei Filopatridi, Piazza Borghesi, 11
- Biblioteca del museo del Compito, via San Giovanni, 7

### Istituzioni culturali
- Libera Università del Rubicone
- Scuola comunale di musica "Secondo Casadei"
- LiscioMuseum : centro di documentazione virtuale su musica e ballo tradizionali in Romagna
- Associazione Astronomica del Rubicone[16]

### Eventi

#### Cultura, spettacolo e sport
- Savignano Immagini Festival, uno dei più importanti appuntamenti annuali per il mondo della fotografia[17];
- Il Cammino dei Cesari, è la rievocazione del passaggio di Giulio Cesare in terra di Romagna attraverso le città di Cesena, Savignano sul Rubicone e Rimini[18];
- Piadiniamo - La Romagna com'era una volta, è un evento dedicato alla piadina e a tutto quello che è Romagna;
- Il Rock è Tratto, rassegna di gruppi rock giovanili provenienti da tutta Italia (centro storico);
- Luci sulla Città, programma di manifestazioni estive;
- Castelvecchio in Rock, serata con band emergenti della zona;
- Una Musica Può Fare (U.M.P.F.), serata di musica e testimonianze (Savignano sul Rubicone o San Mauro Pascoli);
- Sportivamente, giornata per la promozione delle attività sportive;
- Notte Rosa (Savignano a Mare), evento della riviera Romagnola;
- Giornata della Condivisione dei Saperi (si sono svolte due sole edizioni nel 2011 e nel 2012)[19][20];

## Geografia antropica
Savignano sul Rubicone ha accesso al mare tramite la propria frazione Savignano a Mare, centro con un'esigua popolazione nei mesi autunnali e invernali che aumenta sensibilmente durante il periodo estivo.

### Il Capoluogo
Il Capoluogo Savignano sul Rubicone si articola nelle aree urbane del Centro storico, di Rio Salto, del Cesare - S. Giovanni in Compito e di Valle Ferrovia.

### Le frazioni
Le frazioni di Savignano sul Rubicone sono :
- Capanni
- Fiumicino
- Savignano a Mare

## Unione Rubicone e Mare
I Comuni di Gatteo, Savignano sul Rubicone e San Mauro Pascoli, in data 19 marzo 2005 diedero vita all'Unione dei Comuni del Rubicone, avente lo scopo di esercitare in forma associata le funzioni di gestione del personale, protezione civile, sistemi informatici, gestione ed erogazione di servizi sociali, affidamento di contratti pubblici. 
Tale struttura si ampliava a partire dal 1º gennaio 2015, in seguito all'adesione dei Comuni di Borghi, Cesenatico, Gambettola, Longiano, Roncofreddo e Sogliano al Rubicone, che aggiungendosi ai tre precedenti comuni di Gatteo, Savignano sul Rubicone e San Mauro Pascoli, andavano a formare l"Unione Rubicone e Mare"( il cui atto costitutivo fu siglato in data 1 aprile 2014) avente sede legale a Cesenatico e sede amministrativa a Savignano sul Rubicone. Secondo lo Statuto, all'Unione Rubicone e Mare è affidata in particolare la gestione dei seguenti servizi: servizi informatici, servizi di Polizia Municipale, gestione del personale, servizi socio assistenziali, educativi e scolastici, protezione civile.
L'Unione Rubicone e Mare è governata da un Consiglio dell'Unione in cui sono rappresentati tutti i Comuni aderenti, da una Giunta, formata dai sindaci dei 9 Comuni, e da un Presidente dell'Unione.
Non ha avuto realizzazione invece il progetto di una fusione vera e propria tra i Comuni di Savignano sul Rubicone e San Mauro Pascoli. Il 9 ottobre 2012 il consiglio comunale di Savignano ha approvato l'istanza per l'iniziativa legislativa volta alla istituzione di un nuovo comune a seguito di fusione dei comuni di San Mauro Pascoli e Savignano sul Rubicone. Il referendum consultivo in merito alla fusione si è svolto domenica 9 giugno 2013.Il risultato del referendum nel paese di Savignano, ha visto vincere il SÌ alla fusione, mentre in quello di San Mauro vi è stata una predominanza del NO.

## Economia
L'agricoltura rappresenta un settore importante dell'economia con coltivazioni di frutta e ortaggi, uva, olive, cereali e foraggi per l'allevamento di pollame (uova e carne) e bovini da latte, cui si collegano i caseifici; l'industria opera nei settori calzaturiero (con relativo indotto), vetrario, dell'abbigliamento (maglifici, costumi da bagno, pelletterie e lavorazioni accessorie), dei mobili, degli arredi commerciali, degli imballaggi, delle macchine utensili, dei materiali da costruzione e delle materie plastiche; sono presenti cantieri navali e attività artigianali tra le quali è rinomata la riproduzione di armi antiche.

## Infrastrutture e trasporti

### Strade
Savignano sul Rubicone è attraversata dall'autostrada A14. Savignano è servita dal casello "Valle del Rubicone", inaugurato il 26 ottobre 2012 presso il comune di Gatteo. La città è attraversata dalla strada statale 9 Via Emilia. La frazione di Savignano a Mare è raggiungibile dalla strada statale 16 Adriatica e dalla strada provinciale 10.

### Ferrovie
La stazione ferroviaria di Savignano sul Rubicone si trova sulla linea ferroviaria che collega Rimini e Bologna, ed è servita da treni regionali.
La frazione di Savignano a Mare, invece, è attraversata dalla linea ferroviaria che collega Rimini a Ravenna. Le stazioni più vicine sono quelle di Bellaria-Igea Marina (2,5 km) e Gatteo a Mare (2 km).

### Mobilità urbana
Savignano sul Rubicone è servita dal trasporto pubblico gestito da Start Romagna.
La linea che collega Savignano sul Rubicone ai tre comuni dell'Unione del Rubicone è la linea R San Mauro Mare - San Mauro Pascoli - Savignano sul Rubicone - Gatteo - Gatteo a Mare - San Mauro Mare.

## Amministrazione
{{Periodo 2024-2029
Primo cittadino Nicola Dellapasqua
PartitoCentro-sinistra
Carica Sindaco
Note eletto con ballottaggio del 23-24 giugno 2024}}
| Periodo | Periodo | Primo cittadino    | Partito         | Carica  | Note                                                 |
| ------- | ------- | ------------------ | --------------- | ------- | ---------------------------------------------------- |
| 2019    | 2024    | Filippo Giovannini | centro-sinistra | Sindaco | eletto in data 09/06/19 al ballottaggio con il 57,0% |
| 2014    | 2019    | Filippo Giovannini | centro-sinistra | Sindaco | eletto in data 08/06/14 al ballottaggio con il 51,6% |
| 2009    | 2014    | Elena Battistini   | centro-sinistra | Sindaco | eletto in data 08/06/09 con il 43,8%                 |
| 2004    | 2009    | Elena Battistini   | centro-sinistra | Sindaco | eletto in data 12/06/04 con il 58,1%                 |
| 1999    | 2004    | Sergio Gridelli    | lista civica    | Sindaco | eletto in data 13/06/99 con il 50,4%                 |
| 1995    | 1999    | Sergio Gridelli    | centro-sinistra | Sindaco | eletto in data 23/04/95 con il 52,3%                 |

### Gemellaggi
- Nizza Monferrato
- Vals-les-Bains

### Consulte di quartiere
- Bastia
- Capanni
- Centro storico
- Cesare
- Rio Salto Castelvecchio
- Fiumicino
- San Giovanni
- Valle Ferrovia

## Sport
Mercoledì 30 novembre 2011 a Bruxelles presso la sede del Parlamento europeo il Sindaco di Savignano sul Rubicone Elena Battistini e l'Assessore allo Sport Piero Garattoni hanno ricevuto la bandiera “Savignano sul Rubicone Comune Europeo dello Sport 2012”.
Da qualche anno le possibilità legate alle attività sportive nel territorio vengono presentate con la manifestazione "Sportivamente" che si tiene nella piazza principale (mese di settembre).

### Società sportive
- A.S.D. Savignanese, è la principale squadra di calcio di Savignano sul Rubicone, fondata nel 1932. Promossa in Serie D per la prima volta nel 2018[25], milita nel campionato di Eccellenza. Dispone di un settore giovanile.
- A.S.D. Rubiconia, fondata nel 2007. Milita nel campionato di Terza Categoria girone B della Provincia di Forlì-Cesena.
- Pol. Capanni A.S.D., fondata nel 2008. Milita nel campionato di Terza Categoria girone B della Provincia di Forlì-Cesena.
- A.S.D. Castelvecchio, è la principale squadra di calcio femminile di Savignano sul Rubicone, fondata nel 1984. Milita nel campionato di Serie BFemminile.
- A.S.D. Seven Nuoto Savignano.
- A.S.D. Polisportiva Capanni
- A.S.D. Polisportiva Fiumicinese FA.I.T Adriatica, società fondata nel 1964 con lo scopo di avviare al ciclismo agonistico atleti (maschi e femmine) di età compresa fra i 6 ed i 16 anni (categorie giovanissimi, esordienti ed allievi). Vanta 753 atleti agonisti in 60 anni di storia, oltre 500 manifestazioni organizzate, 17 titoli italiani su pista e numerosi altri successi. È affiliata alla Federazione Ciclistica Italiana CONI.
- A.S.D. Polisportiva Il Compito
- A.S.D. Ritmica Rubicone
- A.S.D. Rubicone Cycling
- A.S.D. S.K.S.
- A.S.D. Seven Syncro
- A.S.D. Podistica Seven
- Savignano calcio CDR
- A.S.D. Seven Tennis Team
- S.S.D. Around Sport S.r.l.

### Impianti sportivi
- Stadio Comunale
- Seven Sporting club

### Manifestazioni sportive
- Savignano è sede di partenza del «Rally Colline di Romagna», gara del circuito italiano rally fondata nel 1971 che si svolge nell'entroterra cesenate[26].
- Dal 1972 si svolge annualmente la «Marcialonga sul Rubicone», gara podistica competitiva di 14 km sullo storico tracciato collinare che, partendo da piazza Borghesi, attraversa i vigneti di Ribano e il parco della Villa "La Rotonda" dei Marchesi Di Bagno.

## Aggregazione alla Provincia di Rimini
L'8 febbraio 1998 si è tenuto un referendum per il passaggio del comune dalla Provincia di Forlì-Cesena alla Provincia di Rimini. L'esito è stato favorevole al cambio di provincia, ma il percorso si è successivamente arenato.